# Antonie Luțcan
Antonie Luțcan (n. 17 ianuarie 1903, Cucioaia, raionul Telenești, gubernia Basarabia, Imperiul Rus – d. 24 mai 1948, Drăgănești-Olt, Olt, România) a fost un poet și preot basarabean. Debutează editorial în 1926. A fost bun prieten cu Tudose Roman. După moartea lui a scris o poezie în care regreta decesul prietenului său. A colaborat cu revista Viața Basarabiei.
După ocupația sovietică a Basarabiei și Bucovinei de Nord se refugiază în interiorul României și publică versuri de tristețe despre anexare. A decedat în 1948, în Drăgănești-Olt.
1. 1 2 3 4   https://bibliotecalbaiuliablog.wordpress.com/2023/01/17/fratii-poeti-lutcan-si-al-lor-credo-dumnezeu-si-basarabia/ Lipsește sau este vid: |title= (ajutor)
2. ↑  bibliotecalbaiuliablog (17 ianuarie 2023), Frații-poeți Luțcan și al lor credo: „Dumnezeu și Basarabia”, BIBLIOTECA „ALBA IULIA”
3. ↑  bibliotecalbaiuliablog (17 ianuarie 2023), Frații-poeți Luțcan și al lor credo: „Dumnezeu și Basarabia”, BIBLIOTECA „ALBA IULIA”